# Spadina House

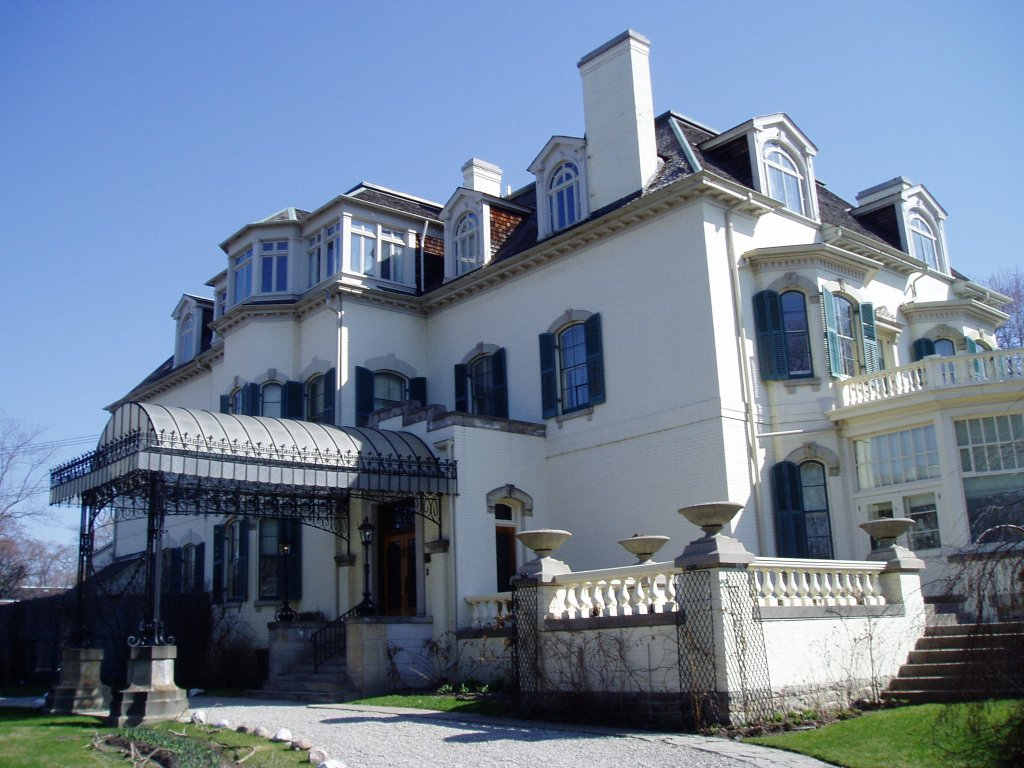
Fachada da Spadina House.

Spadina House, também chamada de Spadina Museum, é um palacete histórico situado na Spadina Road, em Toronto, Canadá que, actualmente, alberga um museu operado pela Divisão de Cultura da Cidade de Toronto. O museu preserva, em grande medida, o edifício tal como existiu e se foi desenvolvendo historicamente. A arte, decoração e arquitectura da casa reflectem os estilos contemporâneos em voga da década de 1860 à década de 1930, incluindo os estilos Vitoriano, Eduardino, Arts & crafts, Art Deco, Art Nouveau e Neo-Colonialista. Os jardins da propriedade reflectem os estilos Vitoriano e Eduardino.

## Nome
Muitos habitantes de Toronto seguem uma convenção de pronunciar Spadina Road com um longo i e Spadina House como se o i fosse um longo e; porém, não é incomum ouvir Spadina Road pronunciada, igualmente, da segunda forma. No entanto, a sul da Bloor Street, a Spadina Road torna-se Spadina Avenue, cujo nome é pronunciado sempre da primeira forma. A distinção entre as duas versões foi, em tempos, uma marca de classe económica em Toronto, com a classe alta favorecendo a pronuncia do longo e.

## Localização
Spadina House está no extremo sul da secção norte da Spadina Road, no topo da Davenport Hill, um escarpamento que era a margemn do pré-histórico Lago Iroquois. Imediatamente a leste ficava Ardwold, o sólido palácio italianizado e a propriedade de Sir John Craig Eaton e Lady Eaton. Logo ao virar da esquina com o Austin Terrace, no lote adjacente à Spadina House, fica a Casa Loma, um imponente palácio construído, entre 1911 e 1914, pelo Major-General e financista Sir Henry Mill Pellatt.

## História
A primeira casa construida no lugar foi erguida, em 1818, pelo Dr. William Warren Baldwin. Este deu à sua propriedade de 0,81 km² (200 acres) o nome de Spadina, termo derivado da palavra nativa espadinong, a qual pode ser traduzida como "colina" ou "elevação síbita de terra". O próprio Baldwin desenhou a casa de dois andares emoldurada a madeira. Este edifício ardeu em 1835 e, devido aos 5 quilómetros (3 milhas) de caminho entre a propriedade e York, mudou-se para a Mackenzie House, na Front Street, tendo construído uma propriedade rural mais pequena no domínio, em 1836.
A propriedade de Spadina foi adquirida, em 1866, por James Austin, o fundador do The Dominion Bank e da Consumers Gas. Nesta época, partes da propriedade tinham sido vendidas e o que Austin comprou cobria 320 000 km² (80 acres). No século XIX e no início do século XX, a zona era a mais rica de Toronto, onde várias das famílias mais importantes da cidade tinham grandes propriedades. Em 1889, Austin subdividiu e vendeu a terra a oeste da Spadina Road, a qual ascendia a 160 000 km² (40 acres). Em 1892, James Austin passou a casa e 80 000 km² (20 acres) da propriedade para o seu filho, Albert William Austin. Albert Austin ampliou o edifício em várias renovações, incluindo a adição dum terceiro andar em 1912. Em 1913, vendeu grande parte do domínio à Cidade de Toronto, para a construção do St. Clair Reservoir. Albert Austin faleceu em 1933.
O último membro da família a viver na Spadina House foi Anna Kathleen Thompson, uma filha de Albert Austin,a qual residiu ali entre 1942 e 1982. A velha casa tinha uma insalação eléctica ultrapassada e precisava duma revisão geral, o que ficaria mais caro que reconstrui-la. Embora o edifício pudesse ser vendido a interesses privados, como o Keg Restaurant, a família decidiu, pelo contrário, doá-la à cidade juntamente com todos os seus mobiliários. Em 1984, a Spadina House abriu como museu, dirigido conjuntamente pela cidade e pela Ontario Heritage Foundation ("Fundação do Património do Ontário"). O museu é especialmente conhecido pelos seus jardins. A família ainda mantém algumas ligações com a casa e certas celebrações, como casamentos, ainda são ali realizadas.

## Prémios
- Em 2002, a Spadina House foi galardoada com o Ontario Museum Association Award of Merit ("Prémio de Mérito da Associação do Museu do Ontário"), em conjunto com a Dawn Roach Bowen, pelo seu programa Meet Mrs. Pipkin ("Conheça a Srª Pipkin") inserido no Black History Month ("Mês da História Negra").[7]  A Srª Pipkin foi lavadeira em Spadina House na década de 1860, onde chegou depois de escapar à escravatura nos Estados Unidos.

- Em 2004, a Spadina House foi galardoada com o Peggi Armstrong Public Archaeology Award ("Prémio Público de Arqueologa Peggi Armstrong").[8]